# Jupiaba maroniensis
Jupiaba maroniensis är en fiskart som först beskrevs av Géry, Planquette och Le Bail, 1996.  Jupiaba maroniensis ingår i släktet Jupiaba och familjen Characidae. Inga underarter finns listade i Catalogue of Life.